# Arda Arslan
Arda Arslan (* 10. September 1995 in Ordu) ist ein türkischer Fußballspieler.

## Karriere
Arslan begann seine Profikarriere 2014 bei Orduspor, bei dem er zuvor von dessen zweite Mannschaft geholt wurde. Sein Debüt als Profi gab er am 7. März 2015 bei einer 5:0-Niederlage gegen Şanlıurfaspor, als er in der 65. Minute für Doğancan Aynacı eingewechselt wurde.